# Deutsche Inline-Hockey-Liga
Die Deutsche Inline-Hockey-Liga ist eine Inlinehockey-Liga, die von 1996 bis 2007 vom Deutschen Eishockey-Bund (DEB) organisiert wurde. Ab der Saison 2008 wurde die Liga gemeinsam vom DEB und von Inlinehockey Deutschland (IHD), der Fachkommission im Deutschen Rollsport und Inlineverband (DRIV), betrieben. 2017 wurde der Punktspielbetrieb zugunsten eines Wanderpokals beendet.

## Spielbetrieb
Die DIHL wurde 1996 vom Deutschen Eishockey-Bund gegründet. In den ersten Jahren gab es sowohl im Norden als auch im Süden der Republik zahlreiche Vereine, die sich am Spielbetrieb beteiligt haben. Nach und nach entwickelte sich die Liga jedoch als Überbrückung des Sommers unter Wettkampfbedingungen, die Meisterschaft wurde von Mai bis Juli ausgetragen.
Gerade im Norden wurden die Vereine, die sich an der DIHL beteiligen wollen, immer weniger, sodass in der Saison 2007 nur noch die Düsseldorfer IHV Gladiators, die eine Abspaltung der Düsseldorfer EG Rhein Rollers sind, übrig blieben. Außerdem nahm der Erste der als „Subdivision“ angegliederten Norddeutschen Inlinehockey-Liga (NIHL) an der Endrunde teil.
Für die Saison 2008 vereinbarten der Deutschen Eishockey-Bund und die Inlinehockey-Sportkommission im Deutschen Rollsport und Inlineverband (DRIV), kurz Inlinehockey Deutschland (IHD), darauf, die DIHL gemeinsam zu betreiben. Die IHD übernimmt die Organisation der Gruppenspiele in der Division Nord, der DEB die Organisation der Gruppenspiele in der Division Süd.
In der DIHL sind vor allem zahlreiche aktuelle, aber auch ehemalige Eishockeyprofis aus der höchsten deutschen Liga, der DEL, zu finden. Ebenso wie in der bisherigen „Konkurrenz-Liga“, der IHD-Bundesliga, ist so gut wie kein Geld zu verdienen. Bis 2007 wurden sowohl in der DIHL als auch in der IHD-Bundesliga jeweils ein Deutscher Meister ermittelt. Ab 2008 wird nur noch in der DIHL der gemeinsame Deutsche Meister ermittelt. Seit 2013 gibt es den Robert-Dietrich-Pokal.
Die IHD-Bundesliga gibt es parallel dazu, da nur über die IHD eine Qualifikation zum Europapokal erreicht werden kann.
Außerdem veranstalten die internationalen Verbände – die International Ice Hockey Federation (IIHF) und World Skate (ehemals: FIRS) – unabhängig voneinander Weltmeisterschaften. Das Internationale Olympische Komitee hat World Skate als „Governing Body“ für Inlinehockey anerkannt. Dies hatte zur Folge, dass die FIRS der ausrichtende Fachverband bei den World Games 2005 in Duisburg war, als Inlinehockey erstmals bei den Weltspielen der nicht-olympischen Sportarten vertreten war. Die World Games stehen unter der Schirmherrschaft des IOC.
In der Saison 2009 wurde die DIHL aufgrund nur noch zwei an der Teilnahme interessierten Mannschaften außerhalb von Bayern in vier Gruppen ausgespielt, wobei an der Gruppe D nur die beiden Mannschaften aus Nordrhein-Westfalen teilnahmen und sich direkt für die Halbfinalturnier qualifizierten.

## Chronologie

### 2009
Mannschaften
Gruppe A (Punktrunde):
- Rolling Wanderers Germering
- Young Rollers Germering
- Pinguine Königsbrunn
- Rolling Bears Peißenberg

Gruppe B (Turnierrunde):
- EC Bad Tölz
- ERC Ingolstadt Hellfish
- TSV Landsberg Vipers

Gruppe C (Turnierrunde):
- Deggendorf Fire
- Black Hawks Passau
- Inline Tigers Burgkirchen

Gruppe D
- Düsseldorf Gladiators
- Ratinger Ice Aliens

Spielmodus
Nach den Vorrundenspielen, die gruppenabhängig entweder im Modus Jeder-gegen-Jeden oder in einer Abfolge von Turnieren ausgetragen werden, folgen die Endrunden, die im Viertel- und Halbfinale ebenfalls im Turniermodus ausgetragen werden. Am 5. Juli 2009 treffen die Sieger der beiden Halbfinalturniere im Finale (Hin- und Rückspiel) aufeinander.

### 2010
Mannschaften
Gruppe A (Punkterunde)
- Rolling Wanderers Germering
- Young Rollers Germering
- DIHL-Team Königsbrunn

Gruppe B (ursp. Turnierrunde dann Punkterunde)
- EC Bad Tölz
- EV Füssen
- TSV Landsberg Viperszurückgezogen

Gruppe C (Turnierrunde)
- Deggendorf Fire
- Inline Tigers Burgkirchen
- Rolling Bears Peißenberg

Gruppe D
- Düsseldorf Gladiators
- Ratinger Ice Aliens

Spielmodus
Nach den Vorrundenspielen, die gruppenabhängig entweder im Modus Jeder-gegen-Jeden oder in einer Abfolge von Turnieren ausgetragen werden, folgen zwei Viertelfinal-Playoffspiele und anschließend die Halbfinale, die in Turniermodus ausgetragen werden. Am 18. Juli 2010 treffen die Sieger der beiden Halbfinalturniere im Finale, für das im Gegensatz zu 2009 nur ein Spiel angesetzt ist, aufeinander.

### 2011
Mannschaften
Gruppe A (Punkterunde)
- Rolling Wanderers Germering
- EC Bad Tölz
- Deggendorf Fire

Gruppe B (Punkterunde)
- IC Königsbrunn
- TSV Erding
- Rolling Bears Peißenberg
- G-Rollers Germering

Gruppe C
- Celler Oilers
- Hannover Scorpions
- Langenhagen Jets

Gruppe D
- Düsseldorfer IHV

Spielmodus
Nach den Vorrundenspielen, die gruppenabhängig entweder im Modus Jeder-gegen-Jeden oder in einer Abfolge von Turnieren ausgetragen werden, folgt – bei Bedarf – am 3. Juli 2011 ein Viertelfinal-Playoffspiel zwischen dem 3. der Gruppe A und den 4. der Gruppe B und anschließend die beiden Halbfinale, die in Turniermodus am 9. Juli 2011 bei den Gruppensieger A und B ausgetragen werden. Am 10. Juli 2011 und am 16. Juli 2011 treffen die Sieger der beiden Halbfinalturniere im Finale, für das im Gegensatz zu 2010 wieder zwei Spiele angesetzt sind, aufeinander.

## Bisherige Meister und Endspiele
- 1996 Düsseldorfer EG Rhein Rollers – EC Bad Tölz 13:0
- 1997 Düsseldorfer EG Rhein Rollers – ESC Wedemark 10:5
- 1998 Düsseldorfer EG Rhein Rollers – EC Wilhelmshaven Skating Sharks 9:6
- 1999 Wedemark Scorpions – EC Wilhelmshaven Skating Sharks 10:2
- 2000 EC Wilhelmshaven Skating Sharks – Düsseldorfer EG Rhein Rollers 10:5
- 2001 Düsseldorfer EG Rhein Rollers – Munich Wanderers Germering 7:5
- 2002 Munich Wanderers Germering – Düsseldorfer EG Rhein Rollers 7:6 n. P.
- 2003 EC Wilhelmshaven Skating Sharks – Düsseldorfer EG Rhein Rollers 8:4
- 2004 Düsseldorfer IHV Gladiators – ESV Pinguine Königsbrunn 7:3, 4:3
- 2005 Rolling Wanderers Germering – Schwenninger ERC Power Wings 19:5, 5:3
- 2006 Rolling Wanderers Germering – ESV Pinguine Königsbrunn 7:6 n. V.
- 2007 Rolling Wanderers Germering – Düsseldorfer IHV Gladiators 7:6 n. V.
- 2008 Rolling Wanderers Germering – Düsseldorfer IHV Gladiators 7:6, 10:3
- 2009 Rolling Wanderers Germering – ESV Pinguine Königsbrunn 10:3
- 2010 Rolling Wanderers Germering – ESV Pinguine Königsbrunn 7:3
- 2011 Rolling Wanderers Germering – ESV Pinguine Königsbrunn 8:5, 10:3
- 2012 Rolling Wanderers Germering – Erding Crowns 9:3, 5:5
- 2013 Rolling Wanderers Germering – Erding Crowns 7:4, 5:7
- 2014 Erding Crowns – G-Rollers Germering 10:9 n. V.
- 2015 Erding Crowns – Königsbrunn 11:6, 7:4
- 2016 Erding IC – Germering 15:7

- 2017 DIHL-Pokal-Sieger: Rolling Wanderers Germering